# Hedysarum chalchorum
Hedysarum chalchorum är en ärtväxtart som beskrevs av N.Ulziykh. Hedysarum chalchorum ingår i släktet buskväpplingar, och familjen ärtväxter. Inga underarter finns listade i Catalogue of Life.